# أهوليآب
في العهد القديم، أهوليآب (بالعبرية: אָהֳלִיאָב‏)، (ويُلفظ "Āholî'āḇ،" ومعناه: خيمة الأب)، وهو أُهُولِيآبُ بْنُ أَخِيسَامَاكَ، من سبط دان، عمل تحت بَصَلْئِيلُ بْنُ أُورِي بْنِ حُورَ من سبط يهوذا كنائب مهندس لبناء الهيكل أمر به موسى، فقاما بإنشاء الخيمة والأدوات التي يضمها، بما في ذلك تابوت العهد. وقد تم وصفه في سفر الخروج 38:23 على أنه سيد النجارة والنسيج والتطريز.